# Махольд, Йозеф

«Посвящение Аполлону»

Йозеф Махольд (нем. Joseph Machold; 24 декабря 1824, Бенниш, Австрийская Силезия, Австрийская империя (ныне Горни-Бенешов, район Брунталь, Моравскосилезского края, Чехия) — 1 июля 1889, Вена) — австрийский художник и иллюстратор, педагог.

## Биография

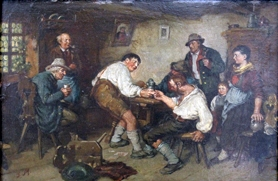
Соревнование на сцепленных пальцах

В 1842—1845 годах учился живописи в Венской Академии изобразительных искусств у Юлиуса Шнорра фон Карольсфельда.
В 1852—1857 годах работал преподавателем в кадетском корпусе в Хайнбурге, с 1857 года — профессор рисования в Терезианской военной академии в Винер-Нойштадте.
Художник-жанрист, портретист. Выполнял государственные заказы для австрийской армии. Член австрийского общества художников, выставлялся в Доме художников в Вене (с 1872).